# Stanislav Namașco
Stanislav Namașco (Tiraspol, 10 november 1986) is een betaald voetballer uit Moldavië, die sinds 2014 als doelman onder contract staat bij de club AZAL PFK. Namașco speelde sinds 2007 in totaal 37 keer voor het Moldavisch voetbalelftal.

## Erelijst
Sheriff Tiraspol
- Moldavisch landskampioen

2009
- Moldavisch bekerwinnaar

2009